# Altes Verweshaus

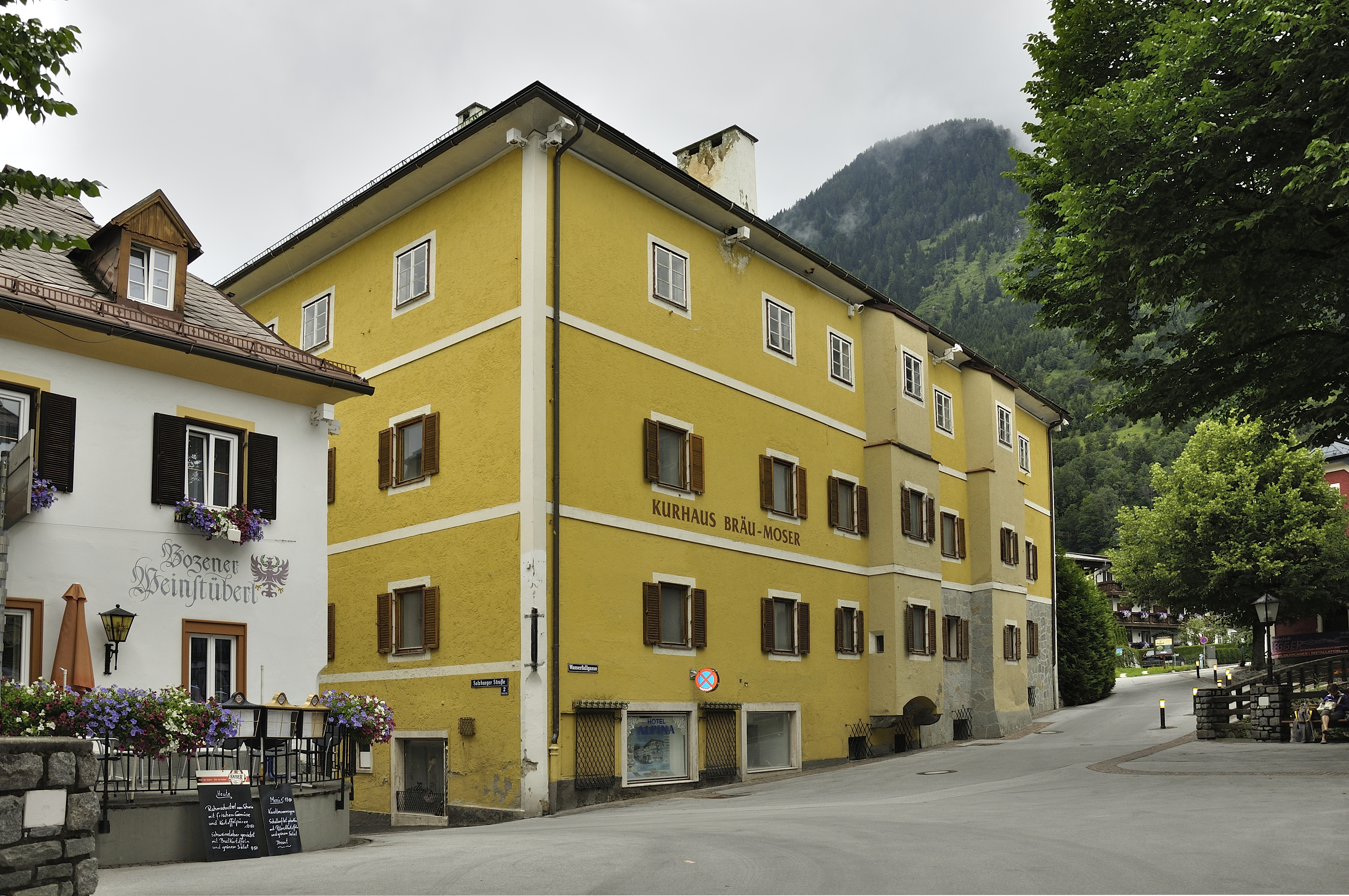
Ehemaliges Verweshaus, Kurhaus Bräumoser und Stöckl

Das Alte Verweshaus (ab dem 19. Jahrhundert Hotel Bräumoser) befindet sich in der Marktgemeinde Bad Hofgastein im Land Salzburg und steht unter Denkmalschutz (Listeneintrag). Die Bezeichnung Verweshaus bezieht sich auf den Sitz der Verwaltung im Gasteinertal.

## Geschichte
Das Gebäude wurde wahrscheinlich in der ersten Hälfte des 16. Jahrhunderts gebaut, als das Verwesamt von der Burg Klammstein nach Hofgastein übersiedelte.
Eine Abbildung aus dem Jahr 1569 zeigt einen großen Eingang und zwei große rundbogige Fenster auf der Straßenseite. Das Haus besaß ursprünglich 6 Türmchen, und es war mit Schießscharten und Eisentüren gesichert. 1832 war hier vorübergehend das für das Landgericht Gastein zuständige Pfleggericht untergebracht, dessen Gebäude baufällig geworden war und 1833 abgerissen wurde. Damals war der Versammlungssaal im Verweshaus noch mit Wappen der Familie Weitmoser und der Ursula von Moosheim geziert. 1842 war auch das Verweshaus eine Ruine, sodass nur noch das Erdgeschoß bewohnbar war. Die Tafeln, Schnitzwerke und Arabesken aus dem Jahr 1563, die sich im großen Ratszimmer und Versammlungssaal der Gewerken befunden hatten, wurden 1850 an eine nicht mehr bekannte Person verkauft.
Das Kurhaus Bräumoser wurde bis in die 1980er-Jahre als Kurhaus genutzt. Es steht unter Denkmalschutz und diente ab 2012 Asylsuchenden als Unterkunft.

## Beschreibung
Der im Kern spätmittelalterliche Bau besitzt vier Geschoße. An der Nordseite ist ein Segmentbogenportal mit Stab und Kehlung zu sehen.
An der nordwestlichen Hauskante blieb ein Konsolerker erhalten. An der Westseite zeigt eine rotmarmorne Tafel das Wappen des Salzburger Erzbischofs Michael von Kuenburg, darüber Inful, Legatenkreuz und Bischofsstab und darunter die Inschrift 

„Von Gottes genade(n) Michael, Erzbischoue zu Salczburg Anno dom(ini) Im 1558“